# O Sonho de Gerôncio (poema)

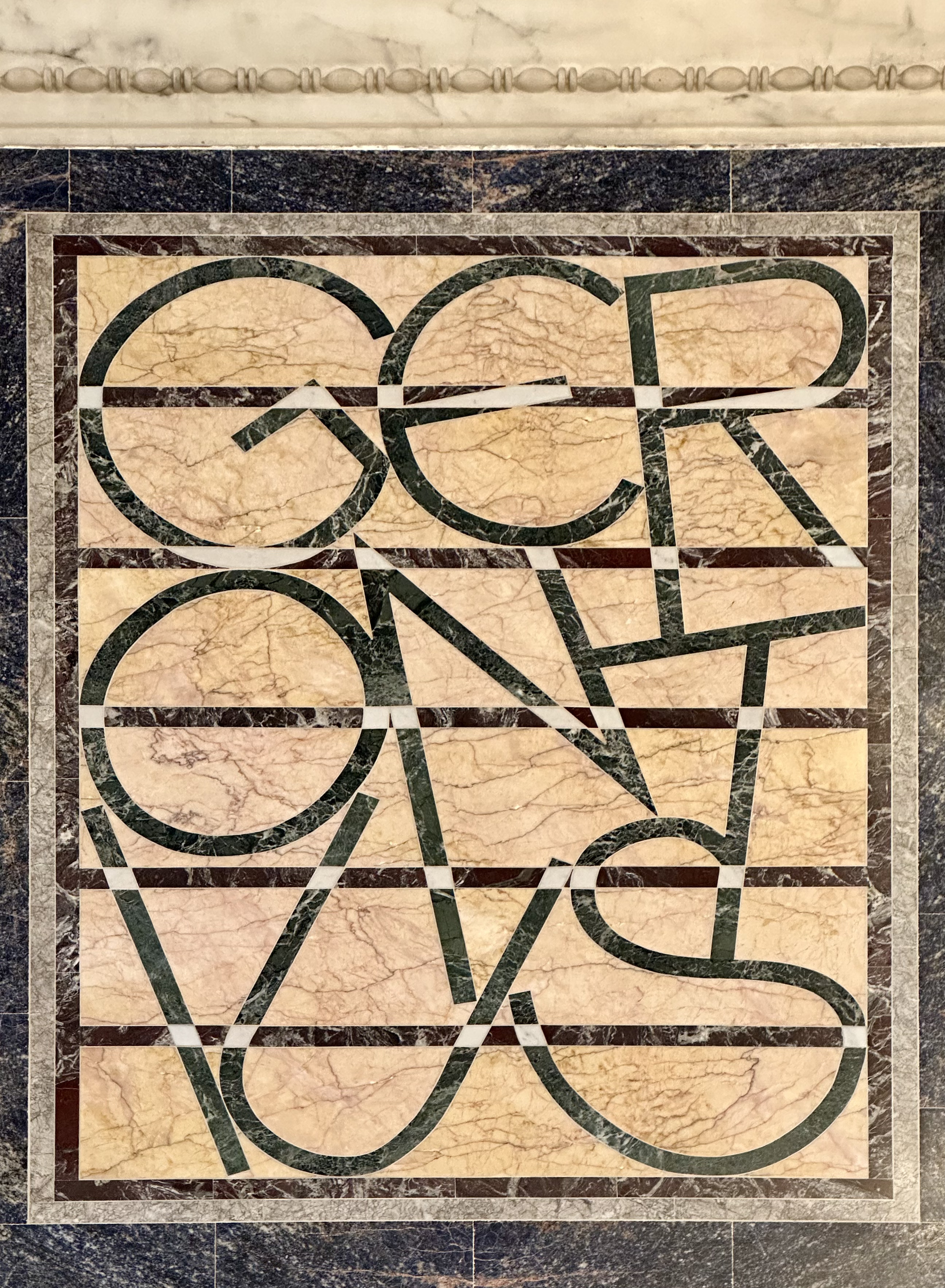
A palavra "Gerontius" retratada ao lado da imagem de John Henry Newman na Catedral de Westminster, Londres

The Dream of Gerontius é um poema de 1865 escrito por John Henry Newman, que consiste na oração de um homem moribundo e respostas angélicas e demoníacas. O poema, escrito após a conversão de Newman do anglicanismo ao catolicismo romano,  explora suas novas crenças católicas sobre a jornada da morte através doPurgatório, daí ao Paraíso e a Deus. O poema acompanha o personagem principal enquanto ele se aproxima da morte e desperta como alma, preparando-se para o julgamento, após um dos acontecimentos mais importantes que qualquer ser humano pode vivenciar: a morte. 
Newman usa a morte e o julgamento de Gerôncio como um prisma através do qual o leitor é levado à contemplação de seu próprio medo da morte e sentimento de indignidade diante de Deus. Sua representação do oprimido Gerôncio na Fase Sete do poema, que implora para ser levado para a limpeza do purgatório em vez de diminuir a perfeição de Deus e suas cortes de Santos e Anjos por sua presença contínua, tornou-se uma expressão popular do desejo da humanidade de cura através do sofrimento redentor. Esta cena do poema ajudou a reabilitar a doutrina do purgatório. Anteriormente, passou a ser visto como um terror terrível, e não como um estado de purificação final de natureza essencialmente positiva.
Newman disse que o poema "foi escrito por acidente - e foi publicado por acidente".  Ele o escreveu em cópia fiel a partir de cinquenta e dois pedaços de papel entre 17 de janeiro e 7 de fevereiro de 1865, e publicou-o em maio e junho do mesmo ano, em duas partes, no periódico jesuíta The Month.  O poema inspirou uma obra coral homônima de Edward Elgar em 1900.
Gerôncio deve muito de suas imagens à Divina Comédia de Dante Alighieri, uma representação alegórica de uma viagem pelos reinos dos mortos.

## Estrutura
O poema é dividido em sete "fases" individuais e é o poema escrito mais longo de Newman.  A primeira fase detalha os minutos finais de Gerôncio neste mundo, enquanto as fases posteriores ilustram sua jornada pelas cortes do Céu.
Primeira fase
Gerôncio é um moribundo, que em seu leito de morte em seus momentos finais reza a Jesus e Maria por proteção e recebe os últimos sacramentos. Gerôncio não está confiante sobre para onde irá na vida após a morte e reconhece que pode ir para o inferno. Os amigos de Gerôncio oram a Deus, listando todas as figuras da Bíblia que receberam passagens semelhantes para o céu. No final da fase, um sacerdote entoa o “Proficiscere” e convida Gerôncio a seguir em frente para as alegrias inexprimíveis que o aguardam.
Segunda Fase
A alma desencarnada de Gerôncio desperta, “revigorada”. Agora acordado como apenas uma alma, ele se sente livre do tempo e tem uma nova sensação de liberdade. Gerôncio não sabe dizer se está vivo ou morto, mas presume que não está morto porque não sente nada fora do lugar. Ele acredita que poderia se levantar se quisesse, mas descobre que "não consigo mexer a mão ou o pé". Tudo isso começa a desorientá-lo e ele começa a sentir como se estivesse flutuando no espaço, ou possivelmente como se o espaço estivesse flutuando para longe dele. Seu anjo da guarda aparece no momento em que Gerôncio começa a enlouquecer. O anjo diz a Gerôncio que o anjo está cuidando dele desde o nascimento e agora o trabalho está concluído. O anjo continua explicando que durante toda a vida de Gerôncio, ele esteve presente para manter o equilíbrio entre a verdade e o pecado, para nunca deixar Gerôncio cair muito no caminho errado. Gerôncio finalmente aceita depois de falar com o anjo que está morto.
Terceira Fase
O Anjo afirma que Gerôncio mal deixou o reino físico para trás e continua explicando que o tempo e outras coisas são meramente construções feitas por humanos e não se aplicam mais na vida após a morte. Ele também explica que a única coisa que afasta Gerôncio de Deus é o seu próprio pensamento. Gerôncio também pergunta ao Anjo por que ele não tem mais medo de encontrar Deus e, em vez disso, sente uma sensação de alegria em seu encontro potencial. O Anjo diz à alma que o seu sentimento de alegria é uma recompensa que procede de Deus para mantê-la na fé e na esperança enquanto ela passa pelas próximas tentações demoníacas.
Quarta Fase
A alma de Gerôncio e do Anjo chega ao "tribunal de julgamento" onde os demônios se reuniram. O tribunal é uma região antiga que Satanás costumava administrar e usou o tribunal para atacar pessoas como Jó . As legiões de Satanás agora governam esta área na esperança de “reunir almas para o inferno”.
Eles ouvem os demônios conversando e rindo sobre a morte de Jesus. Os demônios zombam daqueles que têm medo do inferno por serem covardes, porque se voltam para a religião não por amor ao Senhor, mas por medo do desconhecido. A alma de Gerôncio pergunta ao Anjo por que todos os seus sentidos ainda funcionam, exceto a visão: "Tudo tem sido escuridão desde que deixei a terra; devo permanecer assim privado de visão durante todo o meu tempo de penitência?" O Anjo explica que a sua alma agora existe num mundo onde não necessita de sentidos, mas no dia da ressurreição recuperará “tudo o que perdeste, novo feito e glorificado”. Quanto à sua visão, ele permanecerá cego durante o purgatório porque o purgatório “é fogo sem luz”. A alma aceita isso com calma: “Não sou digno de ver novamente/A face do dia”. Apesar de ser cego, Gerôncio é informado de que verá Deus por uma fração de segundo durante o julgamento.
Quinta Fase
A Alma e o Anjo avançam para a Casa do Julgamento, passando pelo Primeiro Coro de Angélicos, que ouvem cantando louvores a Deus. O Anjo explica que os edifícios na vida após a morte não são feitos de material, mas sim de vida, “Seres santos, abençoados e imortais/Que cantam continuamente o louvor do seu Criador”. São aprovados o Segundo e Terceiro Coros de Angelicais. O Terceiro Coro canta sobre o destino iminente de Gerôncio, cantando sobre a dupla agonia do corpo e da alma.
O Anjo conta a Gerôncio sobre sua vindoura visão beatífica. A mera visão de Deus o encherá de amor, mas também o adoecerá, pois, apesar da maravilhosa graça que o Senhor demonstrou ao consentir em ser crucificado, Gerôncio era um ser pecador. Esta justaposição entre o anseio natural da alma de ver o seu Deus amoroso face a face e a vergonha legítima que sente por ter pecado contra o amor perfeito de Cristo é a causa da vindoura agonia purgatorial da alma.
Eles chegam às Escadas Sagradas da Câmara de Presença, onde Anjos alinham as escadas de cada lado para ajudar a guiar o caminho. Ao terminar a quinta fase, o Quarto e o Quinto Coros de Angélicos chegam para cantar para a alma de Gerôncio enquanto ele se prepara para subir as escadas.
Sexta Fase
A alma de Gerôncio e seu Anjo da Guarda estão neste ponto muito próximos da "presença velada de nosso Deus". Longe da grandeza anterior das hostes angélicas rapsódicas, Gerôncio agora encontra apenas um silêncio terrível e augusto que cerca o trono de Deus. Os ecos das orações por misericórdia proferidas pelo Padre e pelos amigos de Gerôncio no leito de morte na Fase Um são discerníveis na quietude.
Diante do trono está o Anjo da Agonia, o mesmo anjo que confortou Jesus no Jardim do Getsêmani, implorando pela salvação de toda a humanidade. O Anjo da Guarda recomenda o caso de Gerôncio à oração mais poderosa deste ser. Uma vez que o Anjo da Agonia implorou a Jesus que fosse misericordioso com Gerôncio e apressasse a limpeza purgatorial de todas as almas imperfeitas e salvas, Gerôncio se declara pronto para encontrar seu Deus.
Guiado não pelas advertências cautelosas do Anjo da Guarda, mas apenas por um amor fervoroso e destemperado pelo seu Redentor, Gerôncio luta para se libertar do abraço do seu guardião e lança-se ansiosamente aos pés de Jesus. Tendo recuperado a visão, a Alma olha por um momento nos olhos amorosos de seu Criador. A majestade dos Espíritos que cercam Deus, entretanto, é demais para Gerôncio suportar e, doente de amor de seu Senhor Crucificado e de culpa por suas loucuras terrenas, ele percebe dolorosamente que, ainda, não está pronto para receber a visão beatífica. Ele implora ao seu guardião para resgatá-lo de sua situação e levá-lo a um lugar onde, com todo o seu ser ainda vivificado e consumido pelo amor de Deus, ele possa, através de provações e sofrimentos, ser curado e refeito à imagem de seu Deus: "Leve-me embora, para que mais cedo eu possa me levantar e ir para cima, e vê-lo na verdade do dia eterno!
Sétima Fase
O Anjo pede que a “prisão dourada abra as suas portas” e deixe a alma de Gerôncio entrar no reino do Purgatório. O Anjo pede que eles cuidem dele até o dia em que lhe for permitido partir para o Céu, momento em que o Anjo retornará para “recuperá-lo para as cortes de luz”. As almas do Purgatório recitam seu mantra afirmando que o Senhor virá buscá-las e que elas acordarão na manhã seguinte para se sentirem cheias da misericórdia do Senhor e terão permissão para entrar no Céu. Ao terminar o poema, o Anjo libera suavemente a Alma de Gerôncio, no Purgatório. O Anjo lhe diz que os anjos do Purgatório cuidarão dele e cuidarão dele para que ele esteja pronto para entrar no Céu. Ele oferece um último adeus: “Adeus, mas não para sempre! querido irmão, seja corajoso e paciente em seu leito de tristeza; Rapidamente passará sua noite de provação aqui, E eu irei e te acordarei amanhã.”

## Resposta crítica
O Sonho de Gerontius foi um sucesso imediato após seu lançamento, em parte devido ao crescente interesse da era vitoriana em assuntos como morte, suicídio e vida após a morte.  Outros autores como Philip James Bailey, ou Johann Wolfgang von Goethe, como Newman, alcançaram muita fama com seus escritos sobre o tema da mortalidade, mas, ao contrário de Goethe e Bailey, Newman abordou o tema da morte e da "vida" da alma em o reino eterno, um passo adiante. Como O Sonho de Gerôncio trata da jornada da alma da vida à morte até o Céu, algo que poucos autores e poetas haviam feito até então, muitas pessoas se perguntaram de que inspiração Newman estava tirando quando o escreveu. Alguns acreditavam que Newman se inspirou em um hino de São Pedro Damião do século XI, "Rhythmus de die mortis", ao construir sua visão, mas há quem sinta que as inspirações e motivos de Newman eram mais pessoais. Devido ao título, alguns acreditavam que Newman se inspirou para o poema em sonhos e não em algum texto religioso. Alguns também achavam que o poema em si talvez nem tratasse da morte, mas sim a visão de um homem velho - talvez até do próprio Newman - preocupado com a vida após a morte. Além desses vários grupos, havia também alguns que viam "o próprio Newman como portador de maior autoridade religiosa e credibilidade do que qualquer credo ou comunhão disponível",  e que o "Sonho de Gerôncio" foi uma visão de sabedoria sábia por um Cardeal na Igreja Católica. Qualquer que seja a inspiração de Newman, “The Dream of Gerontius” continua a ser uma das obras fundamentais sobre a morte e a alma da era vitoriana e uma das obras mais famosas de Newman.

## Adaptações
- The Dream of Gerontius, composição de Edward Elgar como cenário do poema. [8]